# Xã Arbela, Michigan
Xã Arbela (tiếng Anh: Arbela Township) là một xã thuộc quận Tuscola, tiểu bang Michigan, Hoa Kỳ. Năm 2010, dân số của xã này là 3.070 người.